# كارل تيودور، دوق في بافاريا
كارل تيودور دوق في بافاريا (9 أغسطس 1839 - 30 نوفمبر 1909)؛ هو عضوًا من آل فيتلسباخ وطبيب عيون محترفًا، وأيضا أصبح عضوًا في الأكاديمية الألمانية للعلوم ليوبولدينا، وأيضا هو شقيق لإمبراطورة النمسا إليزابيث ، ووالد إليزابيث ملكة بلجيكا .

## السيرة الذاتية
ولد كارل تيودور في قلعة بوسنهوفن فهو الابن الثالث لـ ماكسيميليان دوق في بافاريا وزوجته الأميرة لودوفيكا البافارية ابنة ماكسيمليان الأول يوزف ملك بافاريا.
في سن الرابعة عشرة انضم كارل تيودور إلى الجيش البافاري، ومع عام 1866 شارك في الحرب النمساوية البروسية، وعندما ترك الخدمة العسكرية الفعلية أصبح طالبًا في جامعة لودفيغ ماكسيميليان بميونيخ، حيث درس الفلسفة والقانون والاقتصاد والطب، وكان من بين أساتذته الكيميائي يوستوس فون ليبيغ، وعالم الأمراض لودفيغ فون بوهل، والفيزيائي فيليب فون جولي .
في عام 1870 توقفت دراسات كارل تيودور بسبب الحرب الفرنسية البروسية حيث شغل منصب عقيد في فرقة الأحصنة البافارية الثالثة، وبعد الحرب استأنف دراسته مرة أخرى، وفي عام 1872 حصل على لقب دكتوراه فخرية في الطب من جامعة لودفيغ ماكسيميليان، وفي العام التالي أكمل متطلبات الدرجة، ثم درس طب العيون على يد البروفيسور دويتشلاند وواصل تعليمه على يد البروفيسور آرلت في فيينا والبروفيسور هورنر في زيورخ.
في عام 1877، بدأ كارل تيودور ممارسة الطب في مينتون في كوت دازور بمساعدة زوجته ماريا يوزفا، وفي عام 1880 افتتح عيادة للعيون في قلعته بتيغرنسي، في عام 1895 أسس عيادة الدوق كارل ثيودور للعيون (بالإنجليزية: Duke Charles Theodore Eye Clinic)؛ بميونيخ ؛ تعتبر واحدة من أكثر عيادات العيون شهرةً في بافاريا حتى يومنا هذا، بين عامي 1895 و1909 أجرى كارل ثيودور شخصيًا أكثر من 5000 عملية إعتام عدسة العين بالإضافة إلى علاج عدد لا يحصى من اضطرابات الأخرى للعين.

## جوائز
حصل على جوائز منها:
- المواطن الفخري لمدينة ميونخ ‏
- نيشان فرسان العقاب الأسود.
- الإمبراطورية النمساوية: نيشان الصوف الذهبي.
- أسرة هوهنتسولرن الملكية: صليب القائد الأكبر من وسام عائلة هوهنتسولرن وكذلك نيشان فرسان العقاب الأسود.
- أسرة هوهنتسولرن الأميرية: وسام الشرف من الدرجة الأولى من وسام عائلة هوهنتسولرن.
- موناكو: وسام الصليب الكبير من نيشان القديس شارل.
- بايلك تونس: وشاح الأكبر من نيشان الافتخار.